# Erman Kunter
Erman Kunter, (nacido el 8 de octubre de 1956 en Estambul, Turquía) es un  exjugador de baloncesto y entrenador turco con nacionalidad francesa. Actualmente dirige al Cholet Basket de la Ligue Nationale de Basket-ball y sería seleccionador de Turquía.

## Carrera deportiva
A la brillante carrera de Kunter como jugador se sucedió otra también muy buena como entrenador. La mayor parte de la misma se ha desarrollado en Francia, país que le concedió su nacionalidad en 2010. Antes había comandado la selección turca durante tres años (1997-2000) y dirigió al Galatasaray otros tres (2000-2003), pero fue en el país galo donde se asentó en la elite gracias a sus siete años en el Cholet, al que llevó al título en 2010. De su biografía destaca también que está casado con una de las nietas del último sultán del imperio otomano, Mehmet VI.
Realizaría una gran temporada en Besiktas donde realizó una muy buena Euroliga, apostando por un juego de carácter marcadamente ofensivo (cuarto mejor ataque de la competición con 83,5 puntos de media). No podía ser de otra forma con 'Mister 153' al frente, ya que en su época de jugador, firmó su hazaña jugando con el Fenerbahçe contra el Hilalspor Izmir en un partido de la primera división turca que finalizó con un escandaloso 175-101. Tenía por aquel entonces 31 años y era la máxima figura del básquet turco del momento.
En 2014, vuelve a Francia para entrenar al Le Mans, donde estaría tres temporadas al frente del equipo galo, en concreto, hasta febrero de 2017 siendo reemplazado por Alexandre Menard, tras realizar una primera vuelta 2016-2017 fuera de los play-off con el equipo francés.

## Trayectoria como entrenador
- Darüşşafaka S.K. (1994-1996)
- Beşiktaş (1996-1997)
- Turquía (1997-2000)
- Galatasaray (2002-2003)
- Cholet Basket  (2003-2004)
- Asvel Villeurbanne (2004-2005)
- Cholet Basket  (2006-2012)
- Turquía (2012-2013)
- Beşiktaş (2012-2014)
- Le Mans (2014-2017)
- Galatasaray (2017-2018)
- Cholet Basket  (2018-2022)
- Túnez (2022-Actualidad)